# 柳町 (奈良市)
柳町（やなぎまち）は、奈良県奈良市の平城宮跡から南東に15分のところに位置する地区である。郵便番号は〒630-8353。

## 地理
奈良市の中央付近に位置し、西に杉ヵ町、三条町、北に寺町、東に西城戸町、馬場町、南に南魚屋町が位置している。すぐ西にはJR奈良駅がある。町域は非常に狭く、そこにマンションが経っているため、とても人口密度が高い。

## 歴史
1889年時点で、柳町は添上郡奈良町（現在の奈良市）に位置していた。1889年に町村制が施行され、奈良町は周辺の村（奈良坂村、高畑村など）と合併し、新しい奈良町となった。
1890年にJR奈良駅（当時は大阪鉄道の一般駅）が開通した。
1898年に奈良町が市制施行して奈良市になり、柳町も市の中の町名となった。
1907年に、大阪鉄道が国鉄に吸収されると、奈良駅も国鉄の駅になった。
周辺がどんどん発展していったことにより、柳町も発展した。

## 小・中学校の学区
済美小学校、春日中学校の学区に属している。